# Belém Velho
Belém Velho, antes chamado apenas Belém, é um bairro da cidade brasileira de Porto Alegre, capital do estado brasileiro do Rio Grande do Sul. 
Um dos mais antigos núcleos habitacionais do município, o bairro foi criado oficialmente pela Lei n° 4876 de 24 de dezembro de 1980, tendo seus limites reestabelecidos pela Lei Ordinária nº 12.112, de 22 de agosto de 2016.
Com um pouco mais de 10 mil moradores, cujo rendimento médio é relativamente baixo, o Belém Velho está situado a cerca de 12km do Centro Histórico de Porto Alegre e também de Viamão, localizando-se, parcialmente, na encosta do Morro da Pedra Redonda (288m), um dos mais altos do município.
Embora fora da Zona Rural de Porto Alegre e dentro da zona urbana, o Belém Velho ainda abriga paisagens naturais e propriedades produtoras, assim como seu bairro vizinho, a Vila Nova.

## Região de Planejamento e OP
O Belém Velho está inserido na "Região Geral de Planejamento Cinco" (RGP-5), uma das oito Regiões de Gestão do Planejamento de Porto Alegre. Cada região reúne um grupo de bairros com afinidades entre si, com a RGP5 possuindo seis bairros ao todo. A RGP-5 abriga três Regiões do Orçamento Participativo (OP) distintas: a Região Glória (que inclui os bairros Belém Velho, Cascata e Glória), a Região Cruzeiro (que inclui os bairros Medianeira e Santa Tereza) e a Região Cristal (que inclui apenas o bairro Cristal).

## Histórico

### Século XVIII
No século XVIII, na época do Brasil Colônia, a área do Belém Velho serviu como sede da antiga sesmaria "São Gonçalo" (Gonssalo na grafia antiga), concedida ao português Dionísio Rodrigues Mendes (c. 1695-1791), o qual construiu uma residência para si e sua família, assim como a dependência de seus agregados, numa área alta do bairro por volta de 1745. As terras da sesmaria se estendiam do Arroio Cavalhada até o Arroio do Salso, isto é, a porção que corresponde à zona sul da cidade nos dias de hoje. Com a morte de Dionísio, a sesmaria foi dividida, e a área de Belém Velho foi herdada por um de seus muitos filhos, Manoel Rodrigues Rangel (falecido em 1810). 

### Século XIX
Após a morte da viúva de Rangel, Francisca Maria de Jesus, devota de Nossa Senhora de Belém, em 1824, a gleba foi arrematada em leilão pelos herdeiros do major Florêncio Braz Lopez e por outros fiéis da santa, que decidiram construir uma capela em sua homenagem, em torno da qual se formou uma povoação. 
A Capela de Belém Velho, inaugurada em 2 de fevereiro de 1830, foi naquele mesmo ano elevada à condição de sede de Curato pelo sacerdote Antônio Vieira da Soledade, então Vigário Geral da Província de São Pedro, porque os moradores se sentiam muito afastados da Freguesia de Viamão, da qual Belém fazia então parte. A construção da igreja levou seus funcionários eclesiásticos a se responsabilizarem pela distribuição de lotes na região.
Em junho de 1835, pouco antes da Revolução Farroupilha tomar início, os moradores pediram que o curato de Belém fosse elevado à Freguesia, o que somente ocorreu em 6 de maio de 1846, por conta da guerra. Belém Velho foi a segunda Freguesia de Porto Alegre, apenas precedida pela
paróquia Nossa Senhora Madre de Deus, hoje Catedral Metropolitana. 
Um mapa antigo de 1855 da freguesia e de seu núcleo urbano, guardado no Arquivo Municipal,  demonstra a localização da igreja, de sua praça e de seu cemitério, a casa do Padre Chagas e a "Estrada para Cavalhada".
Apesar de Belém ter sido elevada à freguesia, a região não vivenciou um desenvolvimento como outras por ser local de difícil acesso por terra. A partir de 1858, a sua igreja ficou sem  vigário, o que motivou as autoridades públicas a transferir a sua sede para outro local. Posteriormente, em 1872, com graves falhas estruturais, a igreja desmoronou com as chuvas fortes, tendo sido reconstruída apenas em 1892 com a recuperação de sua capela-mór, a qual persiste até os dias de hoje. Nesse ínterim, em outubro de 1867, o governo provincial decidiu que a freguesia de Nossa
Senhora de Belém fosse transferida para o sul do município, onde foi fundado um novo núcleo urbano às margens do Guaíba. Esse ficou conhecido como "Belém Novo", ao passo que o antigo núcleo se tornou "Belém Velho", no qual algumas famílias permaneceram residindo.

### Século XX
Em 17 de outubro de 1926, o trem quase chegou próximo do Belém Velho com a construção do Ramal Vila Nova (4,2km), partindo do Cristal e tendo a estação terminal na Vila Nova (nas proximidades da atual Avenida Vicente Monteggia). O ramal férreo, que já não operava mais em 1930 segundo o Guia Levi, foi construído com o objetivo de transportar produtos agropecuários da região produtora de Vila Nova-Belém Velho até o Centro Histórico. Porém, considerada economicamente deficitária, foi desativada em 1932. Junto com a locomotiva, surgiram casas de fim de semana e veraneio no bairro de Belém Velho, atraídos pelo ar bucólico.
A partir da década de 1930, três instituições ligadas à saúde pública e à assistência social instalaram-se no Belém Velho: o Sanatório Belém (hoje Hospital Parque Belém), o Amparo Santa Cruz e o Asilo São Benedito. Em função disso, mais pessoas emigraram do bairro, por não considerá-lo sadio. O Asilo São Benedito, hoje Instituto São Benedito, se instalou em uma chácara doada pelo Dr. Felisberto Barcelos Ferreira de Azevedo e por sua esposa Julieta Rosa Azevedo.
A partir de 1949, com a Lei n° 610, que exigia o isolamento de pacientes de hanseníase em hospitais colônias, o Amparo Santa Cruz passou a receber os órfãos da maior alienação parental praticada no Brasil. Os filhos das vitimas de lepra eram retirados à força do convívio dos seus pais e vivenciaram o drama do afastamento do convívio familiar desde o nascimento ou infância.   
Em março de 1955, o problema de abastecimento de água em Belém Velho foi discutido em sessão extraordinária da Câmara Municipal de Porto Alegre, na qual os vereadores Alberto André (1915-2001) e Ary Veiga Sanhudo (1915-1997) indicaram ao poder executivo a necessidade de desapropriação de uma área privada na Estrada do Boqueirão onde se localizava a "Fonte de Nossa Senhora" que fornecia então água para cerca de 50 famílias, mas que acabou fechada pelo proprietário.
Em junho de 1979, foi criada a Associação Comunitária Belém Velho (ASCOBEV), sediada na Praça Nossa Senhora de Belém, n° 39.
Em 1992, o Cemitério Belém Velho, de dois hectares, construído no século XIX, foi encampado pela prefeitura. Naquele mesmo ano, a capela e a praça de Nossa Senhora de Belém Velho, com suas figueiras e casario do entorno, foram tombadas como patrimônio cultural.

### Século XXI

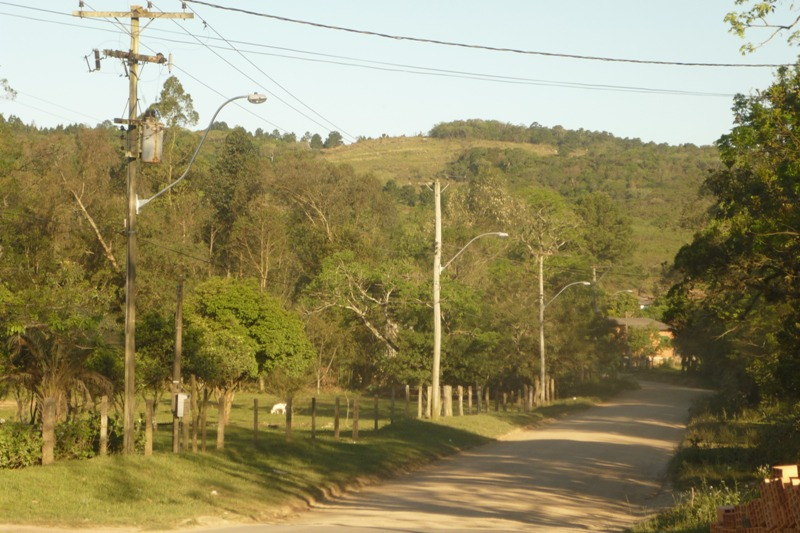
Rua Luiz Otávio, da EMEF Rincão, em Belém Velho, Porto Alegre.

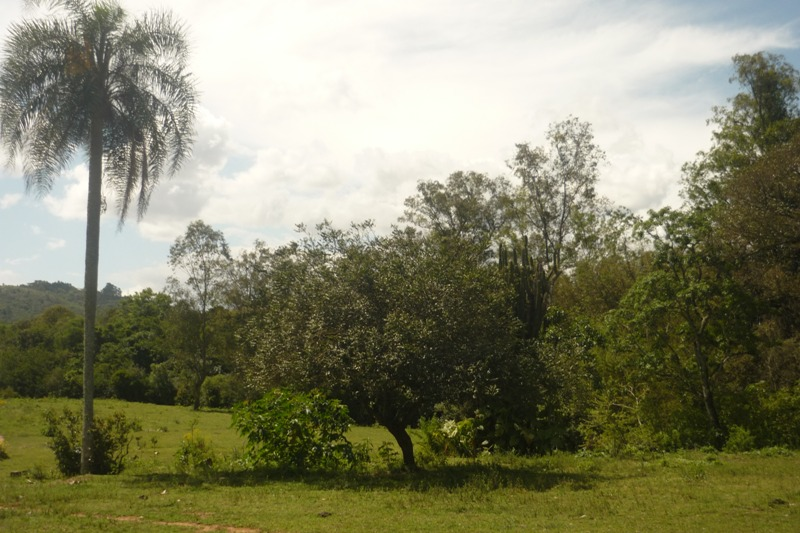
Paisagem natural de Belém Velho.

Em 2000, o bairro Belém Velho contava com 8.455 habitantes, população que cresceu para 10.835 habitantes em 2010 (aumento de cerca de 28,15%). Apesar disso, continua sendo um dos bairros porto-alegrenses de menor densidade (728 habitantes por km²).  
Tal como em outros bairros da cidade, existem muitas ocupações desordenadas em Belém Velho, bem como áreas em processo de regularização fundiária. Esses fatos que acabaram gerando problemas de desmatamento e de saturação da infraestrutura do bairro (água encanada, drenagem urbana e tratamento de esgoto sanitário).
Por volta de outubro de 2009, na porção sul do bairro, junto à Estrada das Três Meninas, o Belém Velho recebeu dois grandes empreendimentos do grupo Alphaville: o Residencial Vêneto e o Residencial Reserva, ambos condomínios horizontais de alto padrão com áreas de preservação ambiental.
No final de 2018, foi construído no bairro um grande projeto de uma cooperativa habitacional com recursos do Programa Minha Casa, Minha Vida, o Residencial Morada da Fé, de onze torres residenciais de cinco andares para 480 famílias, em uma propriedade antes rural situada na Estrada Afonso Lourenço Mariante, n° 3900, adquirida pela entidade através de fundo de desenvolvimento social.
Ainda que decrescente, o uso produtivo da terra ainda é uma das características do bairro. Evento tradicional, a Feira da Uva e da Ameixa ocorre tradicionalmente na Praça Nossa Senhora de Belém, reunindo produtores, visitantes e moradores das região. Por causa disso, o Belém Velho faz também parte dos Caminhos Rurais de Porto Alegre, um projeto de turismo rural que tem apoio da Prefeitura de Porto Alegre. No entanto, suas propriedades não estão inseridas na Zona Rural de Porto Alegre, recriada em 2015. 
Em julho de 2023, uma tradicional empresa de água mineral do bairro, Fontes de Belém, teve suas atividades de comercialização suspensas pela Vigilância em Saúde do município por risco à saúde pública, após constatar alta concentração de coliformes fecais e matérias estranhos (fragmentos de insetos, plástico e tecidos), além da presença da bactéria Pseudomonas aeruginosa. Em agosto do mesmo ano, porém, a captação e o envase de água mineral foi liberado pela prefeitura após novas provas de qualidade pela empresa, que alegou falha humana.
Em dezembro de 2023, o Departamento Municipal de Água e Esgoto (DMAE) implantou uma rede de abastecimento de água no bairro para atender 203 famílias da comunidade "Recanto dos Gaudérios".

### Criminalidade
O bairro abriga facções criminosas que fazem tráfico de drogas e armas.
Em agosto de 2011, uma das escolas públicas do bairro, a Doutor Pacheco Prates, chamou atenção da imprensa quando uma merendeira confessou ter colocado veneno para rato no almoço escolar, intoxicando mais de trinta alunos, professores, funcionários, além de si própria.

## Marcos
Educação
- Escola Estadual de Ensino Fundamental Anita Garibaldi
- Escola Estadual de Ensino Fundamental Dona Luiza Freitas Vale Aranha;
- Escola Estadual de Ensino Fundamental Doutor Pacheco Prates;
- Escola Estadual de Ensino Fundamental Luiz Gama;
- Escola Municipal de Ensino Fundamental Rincão;
- Escola Técnica Santo Inácio;

Outros
- Capela Belém Velho
- Amparo Santa Cruz;
- Cemitério Belém Velho;
- Hospital Parque Belém;
- Instituto São Benedito;

## População
Conforme dados do IBGE, a população do bairro Belém Velho cresceu consideravelmente ao longo da década de 2000. 
| Censo Ano | População | Homens | Mulheres | Domicílios |
| --------- | --------- | ------ | -------- | ---------- |
| 2000      | 8.455     | 4.132  | 4.323    | 2.476      |
| 2010      | 10.835    | 5.227  | 5.608    | 3.405      |

### Moradores ilustres
- Flores da Cunha, político;[27]

## Limites atuais
Ponto inicial e final: encontro da Avenida Belém Velho com a Estrada Kanazawa; desse ponto segue por uma linha reta e imaginária até o ponto de coordenadas E: 282.144; N: 1.667.262, no final da Rua Ventura Pinto, junto ao Arroio Cavalhada; desse ponto segue por uma linha reta e imaginária até o encontro da Rua Santuário com a Avenida Professor Oscar Pereira; desse ponto segue pela Avenida Professor Oscar Pereira até a Estrada Antônio Borges, por essa até a Estrada Afonso Lourenço Mariante; desse ponto segue por uma linha reta e imaginária até a Estrada do Rincão, ponto de coordenadas E: 285.801; N: 1.666.844; segue por essa até a Estrada Octávio Frasca, por essa até a Estrada Costa Gama, por essa até a Estrada das Três Meninas, por essa até a Rua Florestan Fernandes, por essa até Estrada Kanazawa, por essa até a Avenida Belém Velho, ponto inicial.

## Lei dos limites de bairros- proposta 2015-2016
No fim do ano de 2015, as propostas com as emendas foram aprovadas pela câmara de vereadores de Porto Alegre. Em relação aos limites atuais, há algumas alterações. A alteração mais importante foi a ampliação dos limites do bairro para leste, englobando assim todo o Conjunto do loteamento Mariante ao bairro. 

### Bibliográficas
- FRANCO, Sérgio da Costa. Porto Alegre: guia histórico. Porto Alegre: Ed. da Universidade/UFRGS, 1992.
- PAZ, Celso Toscano, et ali... Belém Velho. Porto Alegre: Unidade Editorial da Secretaria Municipal da Cultura, 1994.
- Dados do censo IBGE 2000